# カールシェーファーメモリアル
カールシェーファーメモリアル（ドイツ語: Karl Schäfer Memorial）は、オーストリアのウィーンで開かれていたフィギュアスケートの国際大会。オーストリアフィギュアスケート協会とコティジエンゲルマンクラブの共催により、国際スケート連盟規定に基づき開催される。

## 概要
オーストリア出身の名選手カール・シェーファーの名前を冠している。
通常毎年10月に開催される大会で、シンクロナイズドスケーティングを除く各種目のシニアクラスで争われる。ただしペア競技は開催されないことが多い。
1997年大会と2005年大会はそれぞれ長野オリンピックとトリノオリンピックの最終予選とされ、国際スケート連盟により主催された。

## 歴代メダリスト

### 男子シングル
| 年   | 金                           | 銀                       | 銅                           |
| ---- | ---------------------------- | ------------------------ | ---------------------------- |
| 1997 | ダニエル・ホランダー         | アンソニー・リュウ       | イワン・ディネフ             |
| 1998 | アンソニー・リュウ           | トリフン・ジバノビッチ   | スヴェン・マイヤー           |
| 1999 | ヴァンサン・レステンクール   | アンドレイ・ウラシェンコ | Justin Dillon                |
| 2000 | バフタン・ムルバニゼ         | ジェフリー・ラングドン   | デリック・デルモア           |
| 2001 | セルゲイ・ダヴィドフ         | バフタン・ムルバニゼ     | ジェフリー・バトル           |
| 2002 | スタニスラフ・ティムチェンコ | フレデリック・ダンビエ   | トリフン・ジバノビッチ       |
| 2003 | フレデリック・ダンビエ       | スコット・スミス         | ニコラス・ヤング             |
| 2004 | アンドレイ・レジン           | スタニック・ジャネット   | ニコラス・ヤング             |
| 2005 | トマーシュ・ヴェルネル       | グレゴール・ウルバス     | バフタン・ムルバニゼ         |
| 2006 | アンドレイ・ルータイ         | トマーシュ・ヴェルネル   | クリストファー・ベルントソン |
| 2007 | 非開催                       | 非開催                   | 非開催                       |
| 2008 | 織田信成                     | サムエル・コンテスティ   | トマーシュ・ヴェルネル       |

### 女子シングル
| 年   | 金                           | 銀                           | 銅                           |
| ---- | ---------------------------- | ---------------------------- | ---------------------------- |
| 1997 | 陳露                         | トニア・クワイトコウスキー   | ユリア・ボロビエワ           |
| 1998 | レティシア・ユベール         | アンバー・コーウィン         | ズザナ・パウロヴァー         |
| 1999 | サラ・ヒューズ               | クリスティーナ・チャコ       | シェベシュチェーン・ユーリア |
| 2000 | ユリア・ソルダトワ           | ディアナ・ステラート         | サビーナ・ヴォイタラ         |
| 2001 | ヴァネッサ・グスメロリ       | シェベシュチェーン・ユーリア | イリーナ・ルキヤネンコ       |
| 2002 | ガリーナ・マニアチェンコ     | ミリアム・マンザノ           | サビーナ・ヴォイタラ         |
| 2003 | ユリア・ラウトワ             | ポート・ディアーナ           | ルチエ・クラウショヴァー     |
| 2004 | ビクトリア・ボルチコワ       | ポート・ディアーナ           | ジョアン・カーター           |
| 2005 | 劉艶                         | キム・ヨンスク               | フルール・マクスウェル       |
| 2006 | エレーネ・ゲデヴァニシヴィリ | ダニエル・カール             | ラトカ・バールトヴァー       |
| 2007 | 非開催                       | 非開催                       | 非開催                       |
| 2008 | カロリーナ・コストナー       | エレーナ・グレボワ           | アネッテ・ディトルト         |

### ペア
| 年          | 金                                                  | 銀                                                  | 銅                                                          |
| ----------- | --------------------------------------------------- | --------------------------------------------------- | ----------------------------------------------------------- |
| 1997        | エレーナ・ベルソフスカヤ and スタニスラフ・モロゾフ | ダニエル・ハートセル and スティーブ・ハートセル     | カテジナ・ベラーンコヴァー and オット・ドゥラボラ           |
| 1998        | ダニエル・ハートセル and スティーブ・ハートセル     | カテジナ・ベラーンコヴァー and オット・ドゥラボラ   | オリガ・ベシュテンディゴヴァー and ヨゼフ・ベシュテンディク |
| 1999        | 非実施                                              | 非実施                                              | 非実施                                                      |
| 2000        | ローラ・ハンディー and ジョナソン・ハント           | ティファニー・スコット and フィリップ・デュレボーン | サブリナ・ルフランソワ and ジェローム・ブランシャール       |
| 2001～ 2004 | 非実施                                              | 非実施                                              | 非実施                                                      |
| 2005        | タチアナ・ボロソジャル and スタニスラフ・モロゾフ   | アナベル・ラングロワ and コディ・ヘイ               | ティファニー・ヴァイス and デレク・トレント                 |
| 2006        | 非実施                                              | 非実施                                              | 非実施                                                      |
| 2007        | 非開催                                              | 非開催                                              | 非開催                                                      |
| 2008        | 非実施                                              | 非実施                                              | 非実施                                                      |

### アイスダンス
| 年   | 金                                                    | 銀                                                                  | 銅                                                |
| ---- | ----------------------------------------------------- | ------------------------------------------------------------------- | ------------------------------------------------- |
| 1997 | タチアナ・ナフカ and ニコライ・モロゾフ               | エカテリーナ・ダビドワ and ロマン・コストマロフ                     | ガリト・チャイト and セルゲイ・サフノフスキー     |
| 1998 | アルベナ・デンコヴァ and マキシム・スタビスキー       | Alia Ouabdelsselam and Benjamin Delmas                              | Angelika Fuhring and Bruno Ellinger               |
| 1999 | Julie Keeble and Lucas Zalewski                       | アレクサンドラ・カウツ and フィリプ・ベルナドフスキー               | カテジナ・コヴァロヴァー and ダヴィト・シュルマン |
| 2000 | 非実施                                                | 非実施                                                              | 非実施                                            |
| 2001 | シルヴィア・ノヴァク and セバスチアン・コラシンスキー | フェデリカ・ファイエラ and マッシモ・スカリ                         | アーラ・ベクナザロワ and ユーリ・コチェルジェンコ |
| 2002 | Marika Humphreys and Vitali Baranov                   | エミリー・ヌッシーア and マシュー・ゲイツ                           | ナタリア・グディナ and アレクセイ・ベレツキー     |
| 2003 | アナスタシア・グレベンキナ and ヴァズゲン・アズロヤン | シネイド・ケアー and ジョン・ケアー                                 | ヒラリー・ギボンズ and ジャスティン・ペカレック   |
| 2004 | 非実施                                                | 非実施                                                              | 非実施                                            |
| 2005 | マルガリータ・ドロビアツコ and ポヴィラス・ヴァナガス | クリスティン・フレイザー and イゴール・ルカニン                     | クリスティーナ・バイアー and ウィリアム・バイアー |
| 2006 | オクサナ・ドムニナ and マキシム・シャバリン           | アナスタシア・プラトノワ and アンドレイ・マキシミーシン             | キンバリー・ナバーロ and ブレント・ボメントレ     |
| 2007 | 非開催                                                | 非開催                                                              | 非開催                                            |
| 2008 | ペルネル・キャロン and マシュー・ヨスト               | リン・クリーンクライルート and ローガン・ジュリエッティ＝シュミット | Charlotte Maxwell and Nick Traxler                |